# LASRE
LASRE（レーザー、Light-weight Advanced Super Response Engine）は、トヨタ自動車が1980年代に市場に投入した自動車用レシプロエンジンのシリーズ名。

## 概要
基本的には、当時トヨタが開発に力を入れていたDOHC（トヨタでは「ツインカム」と称する）エンジン、その中でも小型軽量・高出力を実現したエンジンに与えられた。代表的なものは4A-GEシリーズだろう。初めて「LASRE」を冠せられたのは、1980年3月発売のクレスタに搭載された1G-EU型。以後セリカの1S-U型などが「LASRE」を名乗った。
トヨタでは同時に「レーザーキャンペーン」として、「それはエンジンからはじまった」のキャッチコピーでLASREエンジンを全面に押し出した宣伝を行い話題となった。これには他社も類似のキャンペーンで対抗し、中でも日産自動車は当時の新型エンジンに「PLASMA（Powerful & economic Lightweight Accurate Silent Mighty Advanced engine）」のシリーズ名をつけ、トヨタと全面対決する形となった。これらの動きを受け、トヨタも1985年頃からは、新たに開発したサスペンション「PEGASUS」と組み合わせた「LASRE & PEGASUS」といった形にキャンペーンを発展させている。